# Circondario di Landshut
Il circondario di Landshut è uno dei circondari dello stato tedesco della Baviera.
Fa parte del distretto governativo della Bassa Baviera.

## Città e comuni
(Abitanti il 31 dicembre 2023)
| Comuni del circondario | Città 1. Rottenburg a.d.Laaber (8 616) 2. Vilsbiburg (12 621) | Comuni 1. Adlkofen (4 507) 2. Aham (1 947) 3. Altdorf (11 483) 4. Altfraunhofen (2 559) 5. Baierbach (790) 6. Bayerbach b.Ergoldsbach (2 048) 7. Bodenkirchen (5 360) 8. Bruckberg (5 743) 9. Buch a.Erlbach (4 207) 10. Eching (4 297) 11. Ergolding (13 378) 12. Ergoldsbach (8 839) 13. Essenbach (12 340) 14. Furth (3 647) 15. Geisenhausen (7 409) 16. Gerzen (1 962) 17. Hohenthann (4 344) 18. Kröning (2 053) 19. Kumhausen (5 711) 20. Neufahrn i.NB (4 538) 21. Neufraunhofen (1 115) 22. Niederaichbach (4 274) 23. Obersüßbach (1 734) 24. Pfeffenhausen (5 234) 25. Postau (1 701) 26. Schalkham (915) 27. Tiefenbach (4 069) 28. Velden (6 617) 29. Vilsheim (2 843) 30. Weihmichl (2 521) 31. Weng (1 492) 32. Wörth a.d.Isar (3 280) 33. Wurmsham (1 414) |